# Rhynchospora pilosa
Rhynchospora pilosa är en halvgräsart som beskrevs av Johann Otto Boeckeler. Rhynchospora pilosa ingår i släktet småag, och familjen halvgräs. Inga underarter finns listade i Catalogue of Life.